# 트리거소프트
트리거소프트(Triggersoft)는 1995년 설립된 컴퓨터·비디오 게임 개발사이다. 대표적으로 보스1999라는 게임을 개발했으며, 장보고전, 충무공전, 태조왕건 등 역사 전략 게임을 주로 개발해 왔고, 퇴마전설 등의 롤플레잉 게임도 개발하였다. 그라비티가 퍼블리싱했던 로즈 온라인을 끝으로, 현재는 그라비티에 합병된 상태이다.